# 2008-as Peak Antifreeze Indy Grand Prix
A 2008-as Peak Antifreeze Indy Grand Prix a tizenötödik verseny volt a 2008-as IndyCar Series szezonban. A versenyt 2008. augusztus 24-én rendezték meg és a futamot Hélio Castroneves nyerte Ryan Briscoe és Tony Kanaan előtt. 

## Rajtfelállás
| Rajtsor | Belső ív | Belső ív          | Külső ív | Külső ív         |
| ------- | -------- | ----------------- | -------- | ---------------- |
| 1       | 3        | Hélio Castroneves | 6        | Ryan Briscoe     |
| 2       | 8        | Will Power        | 11       | Tony Kanaan      |
| 3       | 9        | Scott Dixon       | 5        | Oriol Servià     |
| 4       | 02       | Justin Wilson     | 17       | Ryan Hunter-Reay |
| 5       | 7        | Danica Patrick    | 26       | Marco Andretti   |
| 6       | 96       | Mario Domínguez   | 19       | Mario Moraes     |
| 7       | 18       | Bruno Junqueira   | 33       | E.J. Viso        |
| 8       | 06       | Graham Rahal      | 10       | Dan Wheldon      |
| 9       | 12       | Tomas Scheckter   | 4        | Vitor Meira      |
| 10      | 23       | Townsend Bell     | 27       | Hideki Mutoh     |
| 11      | 14       | Darren Manning    | 15       | Buddy Rice       |
| 12      | 20       | Ed Carpenter      | 2        | A. J. Foyt IV    |
| 13      | 25       | Marty Roth        | 34       | Jaime Camara     |
| 14      | 36       | Enrique Bernoldi  |          |                  |

## Futam
| Pozíció | #  | Versenyző            | Csapat                     | Futott kör | Idő/Kiesés oka | Rajthely | Élen | Pont |
| ------- | -- | -------------------- | -------------------------- | ---------- | -------------- | -------- | ---- | ---- |
| 1.      | 3  | Hélio Castroneves    | Team Penske                | 80         | 1:50:15.8282   | 1        | 51   | 50+3 |
| 2.      | 6  | Ryan Briscoe         | Team Penske                | 80         | +5.2926        | 2        | 19   | 40   |
| 3.      | 11 | Tony Kanaan          | Andretti Green Racing      | 80         | +16.6032       | 4        | 1    | 35   |
| 4.      | 10 | Dan Wheldon          | Target Chip Ganassi Racing | 80         | +17.7720       | 16       | 0    | 32   |
| 5.      | 7  | Danica Patrick       | Andretti Green Racing      | 80         | +25.8458       | 9        | 0    | 30   |
| 6.      | 33 | E.J. Viso (R)        | HVM Racing                 | 80         | +29.3472       | 14       | 9    | 28   |
| 7.      | 4  | Vitor Meira          | Panther Racing             | 80         | +29.9895       | 18       | 0    | 26   |
| 8.      | 06 | Graham Rahal (R)     | Newman/Haas/Lanigan Racing | 80         | +40.4577       | 15       | 0    | 24   |
| 9.      | 02 | Justin Wilson (R)    | Newman/Haas/Lanigan Racing | 80         | +42.0357       | 7        | 0    | 22   |
| 10.     | 19 | Mario Moraes (R)     | Dale Coyne Racing          | 80         | +50.0106       | 12       | 0    | 20   |
| 11.     | 15 | Buddy Rice           | Dreyer & Reinbold Racing   | 80         | +55.0361       | 22       | 0    | 19   |
| 12.     | 9  | Scott Dixon          | Target Chip Ganassi Racing | 80         | +55.7145       | 5        | 0    | 18   |
| 13.     | 27 | Hideki Mutoh (R)     | Andretti Green Racing      | 80         | +56.3186       | 20       | 0    | 17   |
| 14.     | 26 | Marco Andretti       | Andretti Green Racing      | 80         | +57.5400       | 10       | 0    | 16   |
| 15.     | 5  | Oriol Servià         | KV Racing Technology       | 80         | +58.3690       | 6        | 0    | 15   |
| 16.     | 96 | Mario Domínguez (R)  | Pacific Coast Motorsports  | 80         | +1:00.7387     | 11       | 0    | 14   |
| 17.     | 18 | Bruno Junqueira      | Dale Coyne Racing          | 80         | +1:00.9454     | 13       | 0    | 13   |
| 18.     | 17 | Ryan Hunter-Reay     | Rahal Letterman Racing     | 80         | +1:00.9466     | 8        | 0    | 12   |
| 19.     | 23 | Townsend Bell        | Dreyer & Reinbold Racing   | 79         | +1 Kör         | 19       | 0    | 12   |
| 20.     | 2  | A.J. Foyt IV         | Vision Racing              | 79         | +1 Kör         | 24       | 0    | 12   |
| 21.     | 36 | Enrique Bernoldi (R) | Conquest Racing            | 79         | +1 Kör         | 27       | 0    | 12   |
| 22.     | 14 | Darren Manning       | A..J. Foyt Racing          | 79         | +1 Kör         | 21       | 0    | 12   |
| 23.     | 20 | Ed Carpenter         | Vision Racing              | 78         | +2 Kör         | 23       | 0    | 12   |
| 24.     | 34 | Jaime Camara (R)     | Conquest Racing            | 78         | +2 Kör         | 26       | 0    | 12   |
| 25.     | 8  | Will Power (R)       | KV Racing Technology       | 77         | +3 Kör         | 3        | 0    | 10   |
| 26.     | 25 | Marty Roth           | Roth Racing                | 76         | +4 Kör         | 25       | 0    | 10   |
| 27.     | 12 | Tomas Scheckter      | Luczo Dragon Racing        | 56         | Műszaki hiba   | 17       | 0    | 10   |